# Hansine Benthien
Hansine Benthien født Hansine Kirstine Nielsen (1. juli 1852 i København - 31. august 1912 i Charlottenlund) var en dansk forretningskvinde, ejer af det kongelige hof-bagerfirma E. Rubow's Efterfølger. 
Hansine Benthien var datter af værthusholder Hans Nielsen og Ane Margrethe f. Larsen. Hun voksede op som barn i arbejderklassen, men giftede sig I 1874 med grosserer Emil Benthien, hvis familie var beskæftiget med mel og grynhandel. Familien bosatte sig i Knabrostræde og levede en tryg tilværelse. 
I 1885 døde Emil Bethien og efterlod sin hustru uden økonomisk grundlag, alene med fem små børn. Hansine Benthien levede efterfølgende under trange kår. I 1887 solgte hun sin ejendom og indtrådte som ejer af den gamle og forfaldne bagerforretning, E. Rubow's Efterfølger, i Vimmelskaftet 37. Uden indsigt i bagerfaget udviste hun bemærkelsesværdige evner for handel og udvidede den lille forretning med adskillige ansatte og filialer i bl.a. Charlottenlund. Forretningen udviklede sig med tiden til det største bagerfirma i Danmark og blev i 1892 udnævnt til kongelig hofbager. 
Hansine Benthien var som kvinde en usædvanlig person for sin tid. Uden forudsætninger og trods alle samfundets konventioner, viste hun sig som en entreprenant og dygtig kvinde. Hun tjente med tiden en større formue og blev kendt som en trofast velgører for de fattige, hvis fattigdom hun indgående kendte fra sin barndom.  
Hansine Benthien døde den 31. august 1912 i sin villa i Charlottenlund efter længere tids sygdom. Hendes yngste søn, grosserer Emil Benthien, som giftede sig med en datter af kreditforeningsdirektør Carl Herforth, overtog bagerfirmaet efter hendes død. 